# Arrie
Arrie is een plaats in de gemeente Vellinge in het Zweedse landschap Skåne en de provincie Skåne län. De plaats heeft 199 inwoners (2010) en een oppervlakte van 18 hectare. Arrie wordt omringd door akkers en de bebouwing bestaat er voornamelijk uit vrijstaande huizen. In de plaats ligt de kerk Arrie kyrka, de oudste delen van deze kerk stammen uit de 15de eeuw. De stad Malmö ligt ongeveer tien kilometer ten noordwesten van Arrie.

## Verkeer en vervoer
Bij de plaats loopt de Länsväg 101.
Door de plaats loopt de spoorlijn Malmö - Trelleborg zonder station.
Höllviken · Skanör med Falsterbo · Vellinge · Ljunghusen · Hököpinge · Västra Ingelstad · Rängs sand · Gessie villastad · Östra Grevie · Arrie · Vellinge Väster ·  Södra Åkarp · Hököpinge kyrkby · Möllevången · Räng (west) · Mellan-Grevie · Norra Håslöv · Gessie · Räng · Kronan · Västra Grevie